# 佩拉尔塔德亚尔科费亚
佩拉尔塔德亚尔科费亚，是西班牙阿拉贡自治区韦斯卡省的一个市镇。总面积116平方公里，总人口701人（2001年），人口密度6人/平方公里。